# One Step Up
"One Step Up" je pjesma Brucea Springsteena s njegova albuma Tunnel of Love iz 1987. Objavljena je kao treći singl s albuma, nakon "Brilliant Disguise" i naslovne pjesme. U SAD-u je zauzela 13. poziciju Billboardove ljestvice Hot 100 i 3. mjesto na ljestvici Adult Contemporary. Popela se i na 2. mjesto američke ljestvice mainstream rocx pjesama. Kako su dva prethodna singla s albuma dospjela na 1. mjesto ljestvice mainstream rock pjesama, Springsteen se tri puta za redom probio na prve dvije pozicije. Pjesma je kao singl objavljena samo u Americi.

## Povijest
Za razliku od većeg dijela albuma Tunnel of Love, "One Step Up" nije snimljena u Springsteenovu kućnom studiju (Thrill Hill East) nego u studijima A&M u Los Angelesu. Snimljena je između svibnja i kolovoza 1987. Springsteen je odsvirao sve instrumente, dok je njegova buduća supruga Patti Scialfa bila na pratećim vokalima.
Kao što je to slučaj s nekoliko drugih pjesama s albuma, pjesma odražava predstojeći raspad braka između Springsteena i njegove tadašnje supruge Julianne Phillips. Stihovi pjesme su poetični, slojeviti, emocionalni i elokventni. Pjesma počinje opisom kuće sa slomljenom peći i autom koje neće da upali, što poslužuje kao metafora za odnos para. Slične metafore u pjesmi su ptica koja neće da pjeva i crkvena zvona koja neće da zvone za nove nevjeste. Iako je par zajedno dugo vremena, nisu ništa naučili iz svojih zajedničkih iskustava te se i dalje nastavljaju svađati i lupati vratima. Stihovi se referiraju na odnos riječima njihov "prljavi mali rat". Konačno, pjevač se nađe u baru i počne razmišljati da se spetlja s drugom ženom, dok se u isto vrijeme prisjeća sna od večer prije kako je plesao sa svojom ženom. Pjevač je dovoljno samosvjestan da prepozna svoj udio u odgovornosti za poteškoće kroz koji prolazi par, što je zorno demonstrirano rečenicom: "When I look at myself I don't see/The man I wanted to be".
Glazbeni aranžman pjesme je ogoljen tako da odražava koliko je pjesma osobna. To je tiha balada s ironičnom umirujućom melodijom. Prateći vokali pružaju mučni odjek Springsteenovu vokalu. Ironično, uzimajući u obzir činjenicu da ova pjesma govori o braku koji se raspada, te prateće vokale pjevala je žena koja će uskoro postati Springsteenova buduća supruga, Patti Scialfa.

## Videospot
Kao i neke druge spotove s albuma Tunnel of Love, uključujući "Brilliant Disguise", "Tunnel of Love" i "Tougher Than the Rest", i spot za pjesmu "One Step Up" režirao je Meiert Avis. U njemu se izmjenjuju scene Springsteena kako pjeva pjesmu i prizori koji odražavaju priču pjesme. Spot je kasnije objavljen u sklopu VHS i DVD izdanja Video Anthology / 1978-88.

## Povijest koncertnih izvedbi
Vjerojatno zbog osobne prirode stihova, pjesma je na koncertima izvođena dosta neredovito. Između Tunnel of Love Express Toura do srpnja 2005., pjesma je izvedena 48 puta.

## Obrade
Pjesma je do sada obrađena tri puta. Clive Gregson i Christine Collister snimili su je za svoj album Love Is a Stranger Hotel, Kenny Chesney za svoj album No Shoes, No Shirt, No Problems, a Eddie Veder za demovrpcu sastava Bad Radio.

## Vanjske poveznice
- Stihovi "One Step Up"  Arhivirana inačica izvorne stranice od 14. studenoga 2008. (Wayback Machine) na službenoj stranici Brucea Springsteena